# Santo Cristo (futebolista)
Walter Goulart da Silveira, mais conhecido como Santo Cristo (Rio de Janeiro, 12 de setembro de 1922 — Rio de Janeiro, 30 de agosto de 2003), foi um treinador e futebolista brasileiro, que atuou como ponta-direita.

## Carreira

### Como jogador
Entre as décadas de 1940 e 1960, atuou por alguns dos grandes clubes de São Paulo e Rio de Janeiro: São Cristóvão, Vasco da Gama, Botafogo, São Paulo, Fluminense, Guarani, XV de Piracicaba, Portuguesa, Ferroviária e Olaria. Fora do futebol carioca e paulista, também jogou no Atlético Mineiro.

### Como treinador
Durante o Campeonato Carioca de 1957 e, ainda como jogador, Santo Cristo tornou-se treinador do Olaria. Treinou o clube da Rua Bariri apenas entre 1957 e 1958. Mas logo retornou às quatro linhas como jogador, já no ano de 1959. Em 1961, Santo Cristo sagrou-se Campeão de Juiz de Fora-MG, como técnico do Tupinambás F.C. Neste ano promoveu da base o ponta direita Wilson Almeida que mais tarde fez sucesso ao lado de Tostão e Dirceu Lopes no Cruzeiro Esporte Clube.

## Títulos
Vasco da Gama
- Torneio Início do Rio de Janeiro: 1945
- Torneio Municipal de Futebol do Rio de Janeiro: 1945 (invicto) e 1946
- Campeonato Carioca: 1945 (invicto)
- Torneio Relâmpago: 1946

Botafogo
- Torneio Início do Rio de Janeiro: 1947

São Paulo
- Campeonato Paulista: 1948[7]

Atlético-MG
- Campeonato Mineiro: 1955